# Vuela más alto
Vuela más alto es el séptimo y último álbum de estudio de la banda Onda Vaselina y con el nombre de "Onda Vaselina" publicado en 1998. Sus canciones más populares son «Vuela más alto», «No es obsesión» y «Caleidoscópico». Se estima que de esta producción se vendieron 750 000 copias, [cita requerida] mostrando un menor éxito que su antecesora, Entrega total de 1997.
2 años después en el año 2000, el grupo Onda Vaselina volvería con un cambio de imagen, totalmente independizados de Julissa, cortando todo vínculo laboral con ella y con un integrante nuevo; Kalimba (reemplazando a Daniel Vázquez) y con un nuevo nombre ahora llamados OV7.

## Integrantes
En este disco el grupo estaba integrado por:
- Lidia Ávila
- Mariana Ochoa
- Daniel Vázquez
- M'balia Marichal
- Oscar Schwebel
- Erika Zaba
- Ari Borovoy

## Lista de canciones
| N.º | Título                                            | Duración |  |
| 1.  | «Vuela más alto» (Chicas)                         | 4:33     |  |
| 2.  | «Educación sentimental» (Mariana)                 | 4:26     |  |
| 3.  | «No es obsesión» (Mariana, Ari y Lidia)           | 4:06     |  |
| 4.  | «Te encontré» (Érika)                             | 2:31     |  |
| 5.  | «Por amarte» (Óscar y Lidia)                      | 3:14     |  |
| 6.  | «Caleidoscópico» (M'Balia, Daniel, Óscar y Érika) | 3:57     |  |
| 7.  | «Amor, amor, amor» (Óscar)                        | 4:21     |  |
| 8.  | «Encadenados» (Óscar y Daniel)                    | 4:28     |  |
| 9.  | «Cualquier extremo» (Mariana)                     | 3:26     |  |
| 10. | «Con la cabeza en los pies» (Óscar y Daniel)      | 3:51     |  |
| 11. | «Fíjate en mí» (Lidia)                            | 3:45     |  |
| 12. | «Búsqueda» (M'Balia)                              | 4:34     |  |
| 13. | «Suave desliz» (Daniel)                           | 4:13     |  |
| 14. | «Todo el universo» (Ari)                          | 3:19     |  |
| 15. | «Desconéctate» (Todos)                            | 3:50     |  |

## Certificaciones
| Región            | Certificación | Ventas  |
| ----------------- | ------------- | ------- |
| México (AMPROFON) | 2x Oro        | 200,000 |